# Fort Pickens

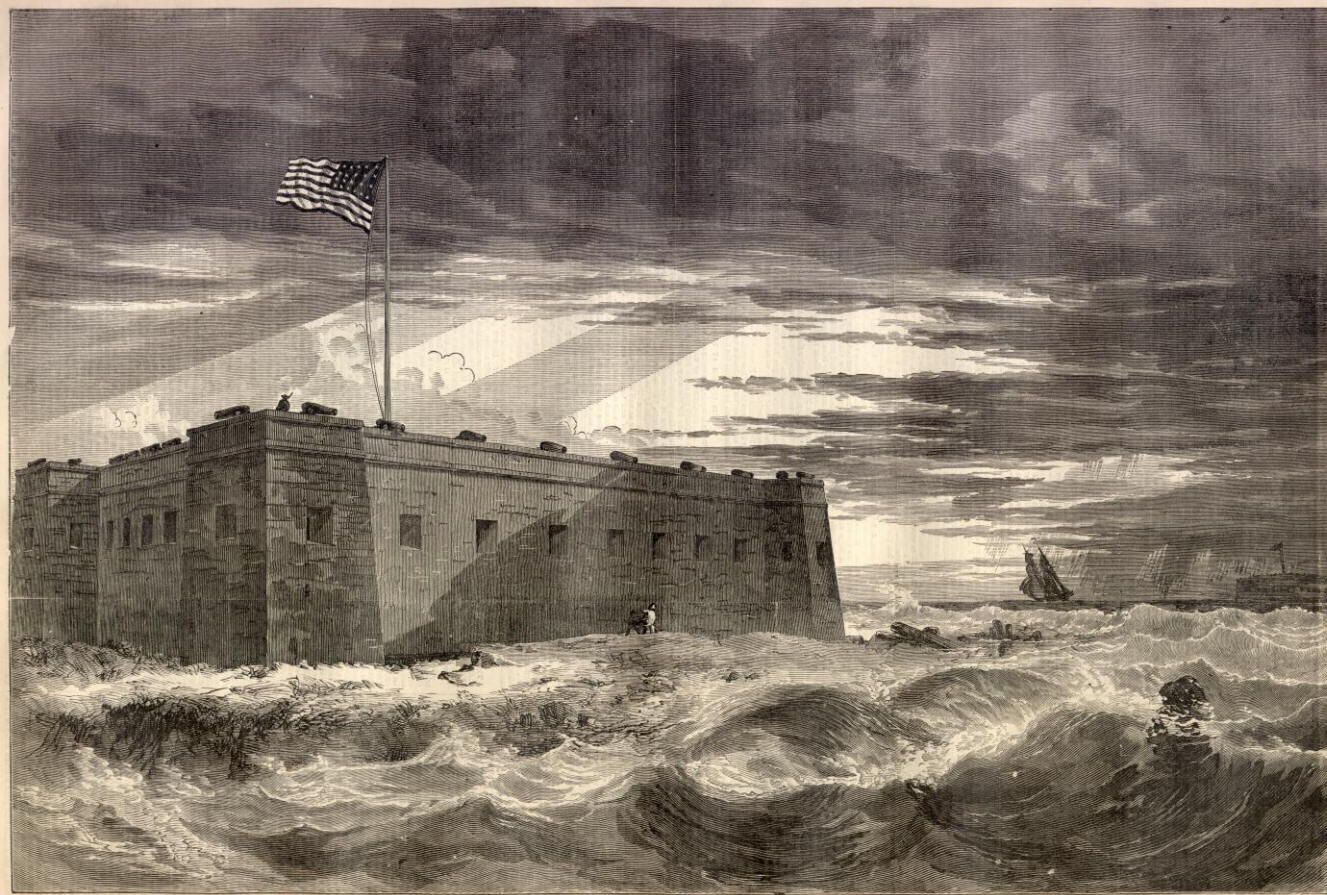
Fort Pickens (Florida) 1861.

Fort Pickens ist ein fünfeckiges ehemaliges Küstenfort auf der westlichen Spitze der langgestreckten Santa-Rosa-Insel (Santa Rosa Island) in Florida. Es schützte die Einfahrt zur Bucht und zum Hafen von Pensacola, Florida.
Benannt wurde das Fort nach dem Angehörigen des U.S. Kongresses Andrew Pickens. Es ist heute Teil der Gulf Islands National Seashore und steht unter Verwaltung des National Park Services.

## Geschichte
Nach dem Britisch-Amerikanischen Krieg von 1812  entschied die U.S. Regierung, alle wichtigen Häfen des Landes durch Verteidigungswerke zu schützen. Als Resultat dieses Beschlusses wurde der französische Ingenieur Simon Bernard mit der Errichtung eines Forts auf Santa Rosa Island beauftragt. Die Bauarbeiten zogen sich von 1829 bis 1834 hin, wobei etwa 21,5 Millionen Ziegelsteine verbaut wurden und man die meisten der anfallenden Arbeiten von Sklaven ausführen ließ. Die Oberaufsicht der Baumaßnahmen hatte Oberst William H. Chase als Angehöriger des United States Army Corps of Engineers.

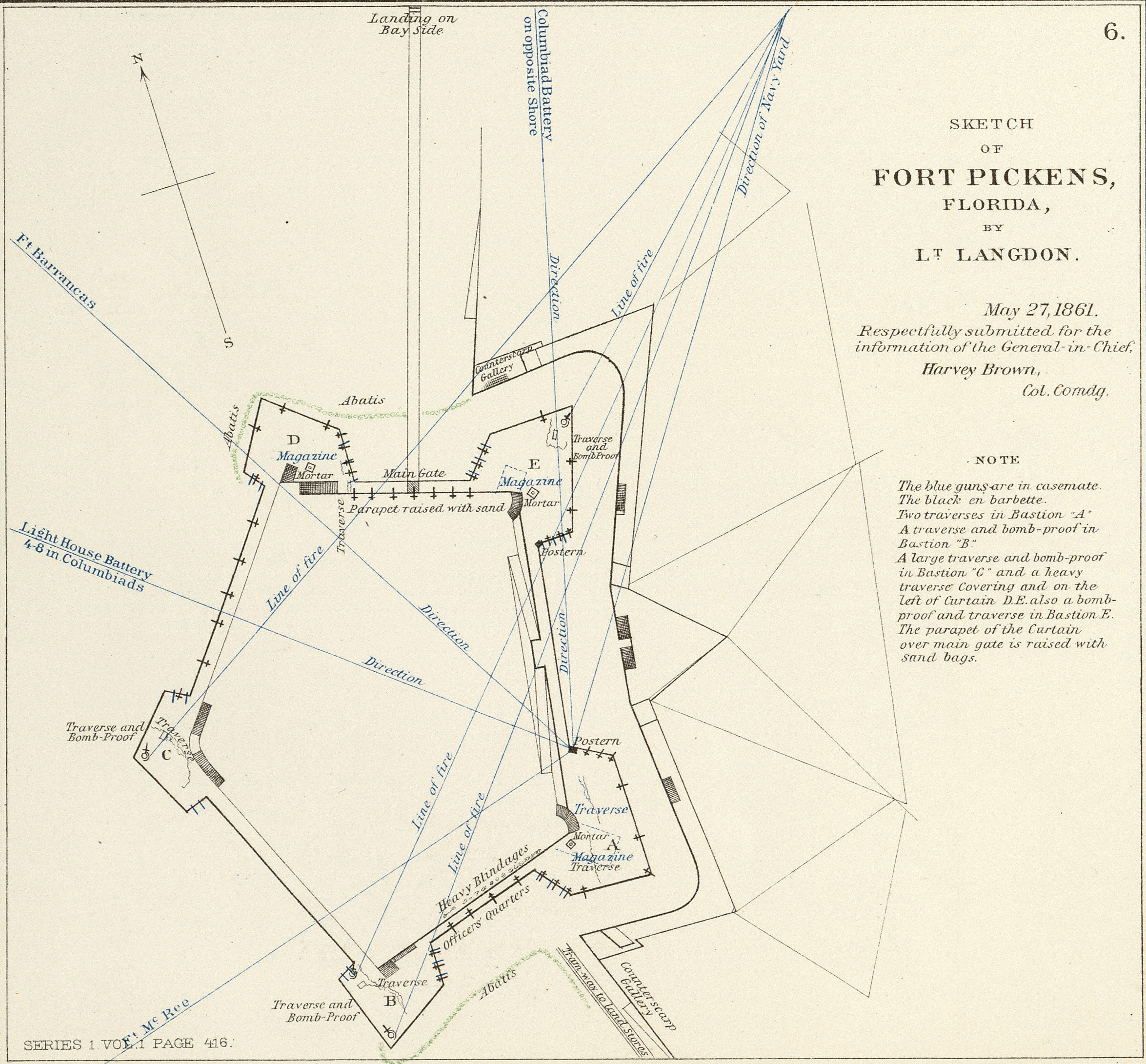

Fort Pickens war das größte der zur Sperre der Hafeneinfahrt angelegten drei Forts. Es wurde auf der im Westen gegenüberliegenden Seite der Bucht vom Fort McRee und im Norden von Fort Barrancas unterstützt.
Nach dem Mexikanisch-Amerikanischen Krieg wurde das Fort nicht wieder besetzt und blieb auch während der sich abzeichnenden Abspaltung Floridas noch bis zum Ende des Jahres 1860 aus unerklärlichen Gründen von beiden Seiten zunächst unbeachtet.
Zu Beginn des Sezessionskriegs, als es bereits zu ersten Schießereien zwischen der Fortbesatzung und konföderierten Truppen gekommen war (wahrscheinlich ist, dass dies die ersten Schusswechsel des Krieges überhaupt waren), entschied sich der stellvertretende Kommandant von Fort Barrancas Leutnant Adam J. Slemmer am  8. Januar 1861,  dass das inzwischen schon sehr heruntergekommene Fort Pickens doch noch besser zu verteidigen sei als alle anderen vorhandenen Befestigungswerke. Um Mitternacht begannen die Unionstruppen mit der Evakuierung von Fort Barrancas und Fort McRee. Die Besatzung machte vorher die zurückgelassenen Vorräte von zehn Tonnen Pulver und alle Kanonen unbrauchbar. Die mit Booten nach Santa Rosa Island entkommenen Unionstruppen hatten eine Stärke von etwa 80 Mann.

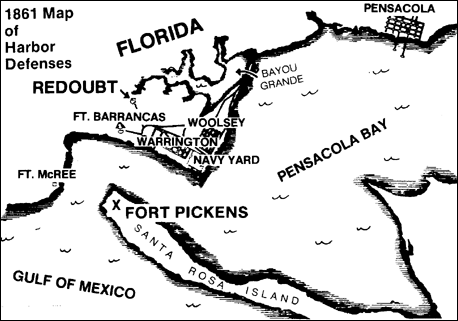
Plan der Einfahrt Pensacola Bay

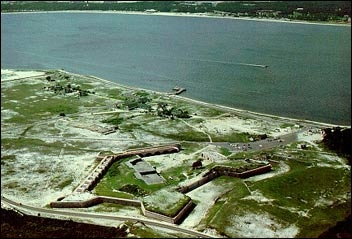

Nach dem Beginn der Kampfhandlungen erhielt ironischerweise der nunmehrige General und vormalige Bauaufseher des Forts, William H. Chase, mit den ihm zur Verfügung stehenden konföderierten Truppen die Aufgabe, das Werk für den Süden zu erobern, ohne jedoch über entsprechende Ausrüstung (Belagerungsartillerie) zu verfügen.

Weil die Anlage ständig von See her versorgt werden konnte und die Südstaaten nicht in der Lage waren, dies zu unterbinden, blieb Fort Pickens bis Kriegsende in den Händen der Union und machte somit den Hafen von Pensacola und die sich darin befindliche Marinewerft für die Konföderation unbrauchbar.
Von 1886 bis 1887 war der Apachenhäuptling Geronimo als Gefangener im Fort untergebracht.
Bis 1947 wurde das Fort militärisch genutzt. Danach hat man es jedoch stark vernachlässigt und teilweise auch demoliert. Der Nordwall wurde abgetragen und an dieser Stelle ein Parkplatz errichtet. Der Südwall wurde von einer Straße angeschnitten und ist ebenfalls nicht unversehrt geblieben.

## Quelle
- William C. Davis & Bell I. Wiley „The Civil War - Fort Sumter to Gettysburg“ Black Dog & Leventhal, New York 1994, ISBN 1-884822-08-8